# This Left Feels Right Live
This Left Feels Right Live è il terzo DVD della rock band statunitense Bon Jovi contenente un concerto dal vivo. È stato registrato il 14 e 15 novembre 2003 all'hotel Borgata di Atlantic City, nel New Jersey. Il DVD è diretto da Tony Bongiovi.

## Tracce
1. Intro - 0:19
2. Love for Sale - 3:11
3. You Give Love a Bad Name * - 4:11
4. Wanted Dead or Alive * - 4:20
5. Livin' on a Prayer * - 5:26
6. It's My Life * - 3:48
7. Misunderstood - 4:02
8. Lay Your Hands on Me * - 4:42
9. Someday I'll Be Saturday Night - 5:53
10. Last Man Standing (inedito) - 5:29
(nella versione 100,000,000 Bon Jovi Fans Can't Be Wrong)
11. Sylvia's Mother - 5:23
cover dell'omonimo brano dei Dr. Hook & The Medicine Show
12. Everyday * - 4:34
13. Bad Medicine * - 6:43
14. Bed Of Roses * - 6:32
15. Born to Be My Baby * - 6:35
16. Keep the Faith * - 4:31
17. Joey - 6:40
18. Thief of Hearts (inedito) - 5:51
19. I'll Be There for You * - 6:04
20. Always * - 4:36
21. Blood On Blood - 8:05

Durata totale: 107:05
[*]: nella versione This Left Feels Right

## Contenuti speciali
Il DVD contiene un documentario di 30 minuti intitolato "Everyday with Bon Jovi", filmato nel backstage dei concerti di Atlantic City.

## DVD Bonus Edizione Limitata
Il DVD bonus contiene un gioco di Poker con la band interattivo, una visione "multi camera Directors view" di 3 canzoni del concerto, un'intervista esclusiva con la band, sei canzoni del concerto del 28 giugno 2003 in Hyde Park a Londra e una fotogallery.
Directors View
1. Love for Sale - 3:00
2. I'll Be There for You - 5:47
3. Lay Your Hands on Me - 4:59

Durata totale: 13:46
Hyde Park, Londra, 28 giugno 2003
1. Lay Your Hands on Me - 6:48
2. Raise Your Hands - 5:20
3. Captain Crash And The Beauty Queen From Mars - 5:31
4. Blood On Blood - 6:23
5. Bounce - 3:41
6. Everyday - 3:37

Durata totale: 31:20

## Musicisti

### Bon Jovi
- Jon Bon Jovi - voce principale, chitarra ritmica
- Richie Sambora - chitarra principale, seconda voce (Livin' On A Prayer), cori
- David Bryan - tastiere principali, cori
- Tico Torres - batteria

### Aggiuntivi
- Hugh McDonald - basso, cori
- Bobby Bandiera - chitarra ritmica
- Jeff Kazee - tastiere ritmiche
- Everett Bradley - percussioni